# 南区 (さいたま市)
南区（みなみく）は、埼玉県さいたま市を構成する10区のうちの一つ（旧浦和市南部）。

## 地理

### 位置
埼玉県さいたま市の南端に位置し、南側を川口市、蕨市、戸田市に接する。旧浦和市の中央部南側に相当する。区の北側は浦和区に面しており、旧浦和市の中心市街地に近接している。六辻地区のほぼ全域、北部を除く谷田地区の大部分、土合地区のうち鹿手袋・関・四谷、および西浦和地区（1963年〈昭和38年〉に戸田町（現：戸田市）から旧浦和市に編入された地域）で構成される。
南区は東北東から西南西方向に細長く、区北東部には、区の西寄りの武蔵浦和駅前にある南区役所よりも、緑区役所の方が格段に近い地区もある。このように、区役所から距離のある地域までが南区に含まれているのは、武蔵野線の南浦和駅 - 東浦和駅間に新駅を設置する構想があり、将来的な鉄道交通による区役所アクセスを考慮して区域が設定されたためである。

### 地形
関東平野の中に位置する南区は、区の全域にわたって標高が低く、最も低い地点で海抜2.9m（大字堤外）、最も高い地点でも標高16.9m（根岸一丁目）である。
南区は、大宮台地（北足立台地）浦和大宮支台の南端部から、その南側の川口低地にまたがり、桜区や川口市・蕨市・戸田市に近い区の西部や南部は標高が低く、浦和区や緑区に近い区の北部や東部はやや標高が高い。また、大宮台地には、藤右衛門川などの中小河川が入り込み、谷底平野が形成されている。
南区では、低地と台地の境界付近に荒川（古入間川）の流路や自然堤防の痕跡がみられる。谷底平野の出口に位置する別所沼や白幡沼は、このような旧流路の自然堤防の堆積物にせき止められた水によって形成されたと考えられている。区の西側には荒川が流れており、朝霞市との境をなしている。

#### 河川
一級河川
- 荒川
- 鴨川
- 鴻沼川
- 笹目川
- 藤右衛門川

その他の水路
- 見沼代用水西縁（辻用水）
- 高沼用水路東縁
- 荒川左岸排水路（さくら川）
- 沼影排水路
- 内谷排水路
- 田島排水路
- 別所排水路

湖沼・遊水池など
- 別所沼
- 白幡沼
- 彩湖（荒川第一貯水池）

### 土地利用
南区の総面積1389haのうち781.5ha（56.3%）を宅地が占める一方、田・畑・山林は合計で5%に満たない。また、区西端の荒川堤外地を除く全域（13.62km2、区全体の98.1%）が人口集中地区（DID）に含まれており、その大部分は住宅地となっている。南区の住宅のうち集合住宅の戸数割合は66%、借家の戸数割合は41%であり、いずれもさいたま市平均や埼玉県平均より高い。
主な商業地は、南浦和駅周辺と武蔵浦和駅周辺に形成されている。このうち武蔵浦和駅周辺地区は、さいたま市の副都心として位置づけられており、市街地再開発事業等による都市再開発が行われている。また、武蔵浦和駅周辺地区の南側や新大宮バイパス沿い等には、都市計画法上の準工業地域に指定された地域があり、工場や物流施設が多く立地している。
現在ではほぼ全域が宅地化している南区であるが、1960年（昭和35年）時点においては、京浜東北線の蕨駅 - 浦和駅の間の4.5kmに鉄道駅はなく（埼京線および武蔵浦和駅の開業は1985年〈昭和60年〉）、現南区域の大部分には水田が広がっていた。当時人口集中地区に含まれていたのは、現浦和区との境界付近の大宮台地上のみである。その後、1961年（昭和36年）に南浦和駅が開業すると宅地化が急速に進み、1980年（昭和55年）までに区のほぼ全体が人口集中地区に含まれるようになった。

### 人口構成
南区の世帯数は8万世帯強、人口は19万人であり、さいたま市の区の中で最も多い。また、人口密度は1万3千人/km2強であり、埼玉県の市区町村としてはさいたま市浦和区、蕨市に次ぐ第3位である。住民の年齢構成は比較的若く、2010年（平成22年）時点において、住民の平均年齢は42.4歳であり埼玉県内の市区町村では戸田市、和光市、朝霞市に次いで4番目に低い。65歳以上人口割合は15.8%で和光市、戸田市に次いで3番目に低い。世帯所得水準や学歴水準は比較的高く、2013年（平成25年）時点の年間収入1000万円以上の世帯が占める割合は10.8%、2010年（平成22年）時点における25歳以上人口のうち大卒・院卒者が占める割合は36.9%である。これは、いずれも埼玉県内の市区町村ではさいたま市浦和区、中央区に次いで3番目に高い水準である。

## 歴史

### 沿革
- 1889年（明治22年）4月1日 - 町村制施行に伴い北足立郡六辻村・谷田村・土合村・美谷本村が成立。
- 1932年（昭和7年）4月1日 - 谷田村が同郡木崎村（大字北袋を除く）とともに浦和町に編入され、旧谷田村は同町の谷田地区となる。
- 1934年（昭和9年）2月11日 - 浦和町が市制を施行し、浦和市となる。この頃より浦和市と六辻村の合併交渉が始まる。
- 1938年（昭和13年）7月1日 - 六辻村が町制を施行し、六辻町となる。
- 1942年（昭和17年）4月1日 - 六辻町が浦和市に編入され、同市の六辻地区となる。
- 1943年（昭和18年）4月1日 - 美谷本村と同郡笹目村が合併し美笹村が成立。
- 1955年（昭和30年）1月1日 - 土合村が同郡大久保村と共に浦和市に編入され、旧土合村は同市の土合地区となる。
- 1957年（昭和32年）7月1日 - 美笹村が戸田町に編入される。
- 1959年（昭和34年）4月1日 - 戸田町のうち、旧美谷本村北部にあたる内谷・曲本・松本と堤外の一部が住民の強い運動の後に浦和市に編入され、同市の西浦和地区となる。これにより現在の南区の範囲全域が浦和市に含まれることとなった。
- 1985年（昭和60年）8月 - 浦和市文化センター（現・さいたま市文化センター）がオープン。
- 1985年（昭和60年）9月30日 - 埼京線開通。武蔵浦和駅・中浦和駅が開業。
- 2001年（平成13年）5月1日 - 浦和市・大宮市・与野市の3市が合併し、さいたま市発足。
- 2003年（平成15年）4月1日 - さいたま市が政令指定都市に移行。旧浦和市のうち六辻地区（神明の北部を除く）、谷田地区（原山と太田窪一丁目・三丁目を除く）、土合地区のうち関・鹿手袋および西浦和地区の地域をもって南区が発足。
- 2006年（平成18年）12月2日 - 浦和レッズ[13]がJリーグ初優勝。
- 2013年（平成25年）1月4日 - 区役所がサウスピアに移転。

## 人口
南区成立後から毎年4月1日の人口。住民基本台帳人口より（台帳法改正前の2012年以前は台帳人口+外国人登録人口の数値）。
| \| 2003年（平成15年） \| 164,664人 \| \| \| 2004年（平成16年） \| 166,376人 \| \| \| 2005年（平成17年） \| 166,705人 \| \| \| 2006年（平成18年） \| 167,937人 \| \| \| 2007年（平成19年） \| 169,376人 \| \| \| 2008年（平成20年） \| 170,862人 \| \| \| 2009年（平成21年） \| 173,385人 \| \| \| 2010年（平成22年） \| 175,046人 \| \| \| 2011年（平成23年） \| 176,015人 \| \| \| 2012年（平成24年） \| 175,981人 \| \| \| 2013年（平成25年） \| 176,887人 \| \| \| 2014年（平成26年） \| 178,252人 \| \| \| 2015年（平成27年） \| 179,204人 \| \| \| 2016年（平成28年） \| 181,159人 \| \| \| 2017年（平成29年） \| 184,307人 \| \| \| 2018年（平成30年） \| 187,068人 \| \| \| 2019年（令和1年） \| 189,683人 \| \| \| 2020年（令和2年） \| 191,781人 \| \| \| 2021年（令和3年） \| 192,456人 \| \| \| 2022年（令和4年） \| 192,578人 \| \| \| 2023年（令和5年） \| 193,538人 \| \| \| 2024年（令和6年） \| 194,477人 \| \| |           |  |
| |           |  |
| 2003年（平成15年） | 164,664人 |  |
| 2004年（平成16年） | 166,376人 |  |
| 2005年（平成17年） | 166,705人 |  |
| 2006年（平成18年） | 167,937人 |  |
| 2007年（平成19年） | 169,376人 |  |
| 2008年（平成20年） | 170,862人 |  |
| 2009年（平成21年） | 173,385人 |  |
| 2010年（平成22年） | 175,046人 |  |
| 2011年（平成23年） | 176,015人 |  |
| 2012年（平成24年） | 175,981人 |  |
| 2013年（平成25年） | 176,887人 |  |
| 2014年（平成26年） | 178,252人 |  |
| 2015年（平成27年） | 179,204人 |  |
| 2016年（平成28年） | 181,159人 |  |
| 2017年（平成29年） | 184,307人 |  |
| 2018年（平成30年） | 187,068人 |  |
| 2019年（令和1年） | 189,683人 |  |
| 2020年（令和2年） | 191,781人 |  |
| 2021年（令和3年） | 192,456人 |  |
| 2022年（令和4年） | 192,578人 |  |
| 2023年（令和5年） | 193,538人 |  |
| 2024年（令和6年） | 194,477人 |  |

## 町名
南区では、多くの地区で住居表示に関する法律に基づく住居表示が実施されている。
| 町名         | 町名の読み       | 設置年月日    | 住居表示実施年月日 | 住居表示実施直前の町名 | 備考 |
| ------------ | ---------------- | ------------- | ------------------ | ---------------------- | ---- |
| 内谷一丁目   | うちや           | 1965年7月1日  | 1965年7月1日       |                        |      |
| 内谷二丁目   | うちや           | 1965年7月1日  | 1965年7月1日       |                        |      |
| 内谷三丁目   | うちや           | 1965年7月1日  | 1965年7月1日       |                        |      |
| 内谷四丁目   | うちや           | 1965年7月1日  | 1965年7月1日       |                        |      |
| 内谷五丁目   | うちや           | 1965年7月1日  | 1965年7月1日       |                        |      |
| 内谷六丁目   | うちや           | 1965年7月1日  | 1965年7月1日       |                        |      |
| 内谷七丁目   | うちや           | 1965年7月1日  | 1965年7月1日       |                        |      |
| 大字円正寺   | えんしょうじ     | 1932年4月1日  | 未実施             |                        |      |
| 大字大谷口   | おおやぐち       | 1967年9月1日  | 未実施             |                        |      |
| 大谷場一丁目 | おおやば         | 1964年4月1日  | 1964年4月1日       |                        |      |
| 大谷場二丁目 | おおやば         | 1964年4月1日  | 1964年4月1日       |                        |      |
| 鹿手袋一丁目 | しかてぶくろ     | 1990年8月1日  | 1990年8月1日       |                        |      |
| 鹿手袋二丁目 | しかてぶくろ     | 1990年8月1日  | 1990年8月1日       |                        |      |
| 鹿手袋三丁目 | しかてぶくろ     | 1990年8月1日  | 1990年8月1日       |                        |      |
| 鹿手袋四丁目 | しかてぶくろ     | 1990年8月1日  | 1990年8月1日       |                        |      |
| 鹿手袋五丁目 | しかてぶくろ     | 1990年8月1日  | 1990年8月1日       |                        |      |
| 鹿手袋六丁目 | しかてぶくろ     | 1990年8月1日  | 1990年8月1日       |                        |      |
| 鹿手袋七丁目 | しかてぶくろ     | 1990年8月1日  | 1990年8月1日       |                        |      |
| 白幡一丁目   | しらはた         | 1980年11月1日 | 1980年11月1日      |                        |      |
| 白幡二丁目   | しらはた         | 1980年11月1日 | 1980年11月1日      |                        |      |
| 白幡三丁目   | しらはた         | 1980年11月1日 | 1980年11月1日      |                        |      |
| 白幡四丁目   | しらはた         | 1980年11月1日 | 1980年11月1日      |                        |      |
| 白幡五丁目   | しらはた         | 1980年11月1日 | 1980年11月1日      |                        |      |
| 白幡六丁目   | しらはた         | 1980年11月1日 | 1980年11月1日      |                        |      |
| 神明一丁目   | しんめい         | 1980年11月1日 | 1980年11月1日      |                        |      |
| 神明二丁目   | しんめい         | 1980年11月1日 | 1980年11月1日      |                        |      |
| 関一丁目     | せき             | 1990年8月1日  | 1990年8月1日       |                        |      |
| 関二丁目     | せき             | 1990年8月1日  | 1990年8月1日       |                        |      |
| 太田窪二丁目 | だいたくぼ       | 1967年9月1日  | 1967年9月1日       |                        |      |
| 太田窪四丁目 | だいたくぼ       | 1967年9月1日  | 1967年9月1日       |                        |      |
| 太田窪五丁目 | だいたくぼ       | 1967年9月1日  | 1967年9月1日       |                        |      |
| 大字太田窪   | だいたくぼ       | 1932年4月1日  | 未実施             |                        |      |
| 辻一丁目     | つじ             | 1980年11月1日 | 1980年11月1日      |                        |      |
| 辻二丁目     | つじ             | 1980年11月1日 | 1980年11月1日      |                        |      |
| 辻三丁目     | つじ             | 1980年11月1日 | 1980年11月1日      |                        |      |
| 辻四丁目     | つじ             | 1980年11月1日 | 1980年11月1日      |                        |      |
| 辻五丁目     | つじ             | 1980年11月1日 | 1980年11月1日      |                        |      |
| 辻六丁目     | つじ             | 1980年11月1日 | 1980年11月1日      |                        |      |
| 辻七丁目     | つじ             | 1980年11月1日 | 1980年11月1日      |                        |      |
| 辻八丁目     | つじ             | 1980年11月1日 | 1980年11月1日      |                        |      |
| 大字堤外     | ていがい         | 1959年4月1日  | 未実施             |                        |      |
| 沼影一丁目   | ぬまかげ         | 1978年7月1日  | 1978年7月1日       |                        |      |
| 沼影二丁目   | ぬまかげ         | 1978年7月1日  | 1978年7月1日       |                        |      |
| 沼影三丁目   | ぬまかげ         | 1978年7月1日  | 1978年7月1日       |                        |      |
| 根岸一丁目   | ねぎし           | 1980年11月1日 | 1980年11月1日      |                        |      |
| 根岸二丁目   | ねぎし           | 1980年11月1日 | 1980年11月1日      |                        |      |
| 根岸三丁目   | ねぎし           | 1980年11月1日 | 1980年11月1日      |                        |      |
| 根岸四丁目   | ねぎし           | 1980年11月1日 | 1980年11月1日      |                        |      |
| 根岸五丁目   | ねぎし           | 1980年11月1日 | 1980年11月1日      |                        |      |
| 大字広ヶ谷戸 | ひろがやと       | 1889年4月1日  | 未実施             |                        |      |
| 文蔵一丁目   | ぶぞう           | 1980年11月1日 | 1980年11月1日      |                        |      |
| 文蔵二丁目   | ぶぞう           | 1980年11月1日 | 1980年11月1日      |                        |      |
| 文蔵三丁目   | ぶぞう           | 1980年11月1日 | 1980年11月1日      |                        |      |
| 文蔵四丁目   | ぶぞう           | 1980年11月1日 | 1980年11月1日      |                        |      |
| 文蔵五丁目   | ぶぞう           | 1980年11月1日 | 1980年11月1日      |                        |      |
| 別所一丁目   | べっしょ         | 1965年7月1日  | 1965年7月1日       |                        |      |
| 別所二丁目   | べっしょ         | 1965年7月1日  | 1965年7月1日       |                        |      |
| 別所三丁目   | べっしょ         | 1965年7月1日  | 1965年7月1日       |                        |      |
| 別所四丁目   | べっしょ         | 1965年7月1日  | 1965年7月1日       |                        |      |
| 別所五丁目   | べっしょ         | 1990年8月1日  | 1990年8月1日       |                        |      |
| 別所六丁目   | べっしょ         | 1990年8月1日  | 1990年8月1日       |                        |      |
| 別所七丁目   | べっしょ         | 1990年8月1日  | 1990年8月1日       |                        |      |
| 曲本一丁目   | まがもと         | 1978年7月1日  | 1978年7月1日       |                        |      |
| 曲本二丁目   | まがもと         | 1978年7月1日  | 1978年7月1日       |                        |      |
| 曲本三丁目   | まがもと         | 1978年7月1日  | 1978年7月1日       |                        |      |
| 曲本四丁目   | まがもと         | 1978年7月1日  | 1978年7月1日       |                        |      |
| 曲本五丁目   | まがもと         | 1978年7月1日  | 1978年7月1日       |                        |      |
| 松本一丁目   | まつもと         | 1978年7月1日  | 1978年7月1日       |                        |      |
| 松本二丁目   | まつもと         | 1978年7月1日  | 1978年7月1日       |                        |      |
| 松本三丁目   | まつもと         | 1978年7月1日  | 1978年7月1日       |                        |      |
| 松本四丁目   | まつもと         | 1978年7月1日  | 1978年7月1日       |                        |      |
| 南浦和一丁目 | みなみうらわ     | 1964年4月1日  | 1964年4月1日       |                        |      |
| 南浦和二丁目 | みなみうらわ     | 1964年4月1日  | 1964年4月1日       |                        |      |
| 南浦和三丁目 | みなみうらわ     | 1964年4月1日  | 1964年4月1日       |                        |      |
| 南浦和四丁目 | みなみうらわ     | 1980年11月1日 | 1980年11月1日      |                        |      |
| 南本町一丁目 | みなみほんちょう | 1980年11月1日 | 1980年11月1日      |                        |      |
| 南本町二丁目 | みなみほんちょう | 1980年11月1日 | 1980年11月1日      |                        |      |
| 四谷一丁目   | よつや           | 1978年7月1日  | 1978年7月1日       |                        |      |
| 四谷二丁目   | よつや           | 1978年7月1日  | 1978年7月1日       |                        |      |
| 四谷三丁目   | よつや           | 1978年7月1日  | 1978年7月1日       |                        |      |

## 超高層マンション

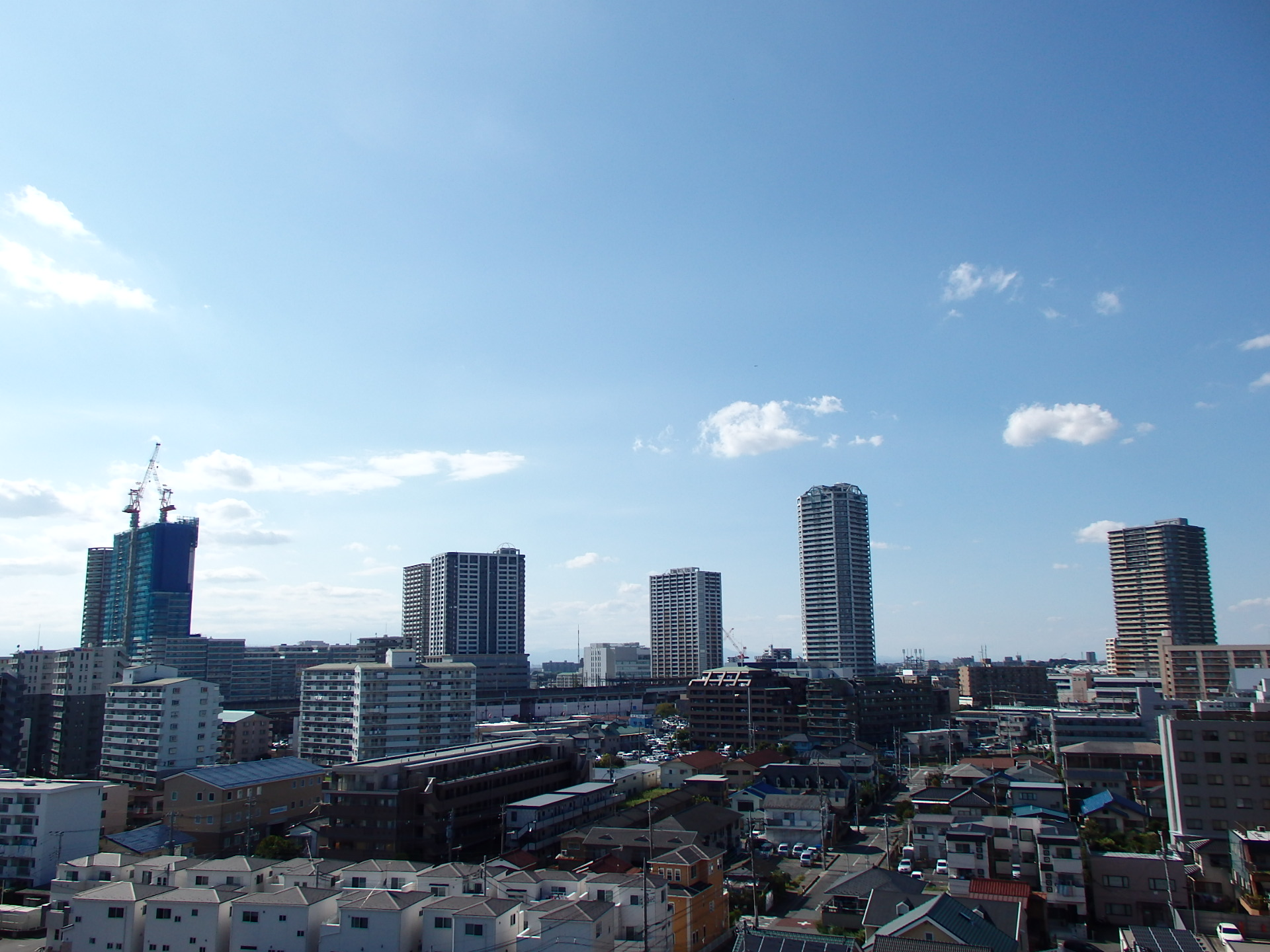
武蔵浦和駅周辺

武蔵浦和駅周辺は再開発により超高層マンションが多数立ち並ぶ。また、中浦和駅前でも中浦和駅前地区第一種市街地再開発事業が計画されている。
- ライブタワー - 38階334戸
- プラウドタワー武蔵浦和マークス - 28階建て309戸（野村不動産）
- プラウドタワー武蔵浦和ガーデン ― 29階建て253戸（野村不動産）
- プラウドタワー武蔵浦和テラス ― 28階建て139戸（野村不動産）
- プラウドタワー武蔵浦和レジデンス - 地上20階（2016年度完成）
- 武蔵浦和SKY&GARDEN（SKY TOWER） - 32階建て他776戸（三菱地所レジデンス）
- MUSE CITY ザ・ファーストタワー - 31階建て357戸（野村不動産）
- ラムザタワー - 27階建て326戸

## 行政

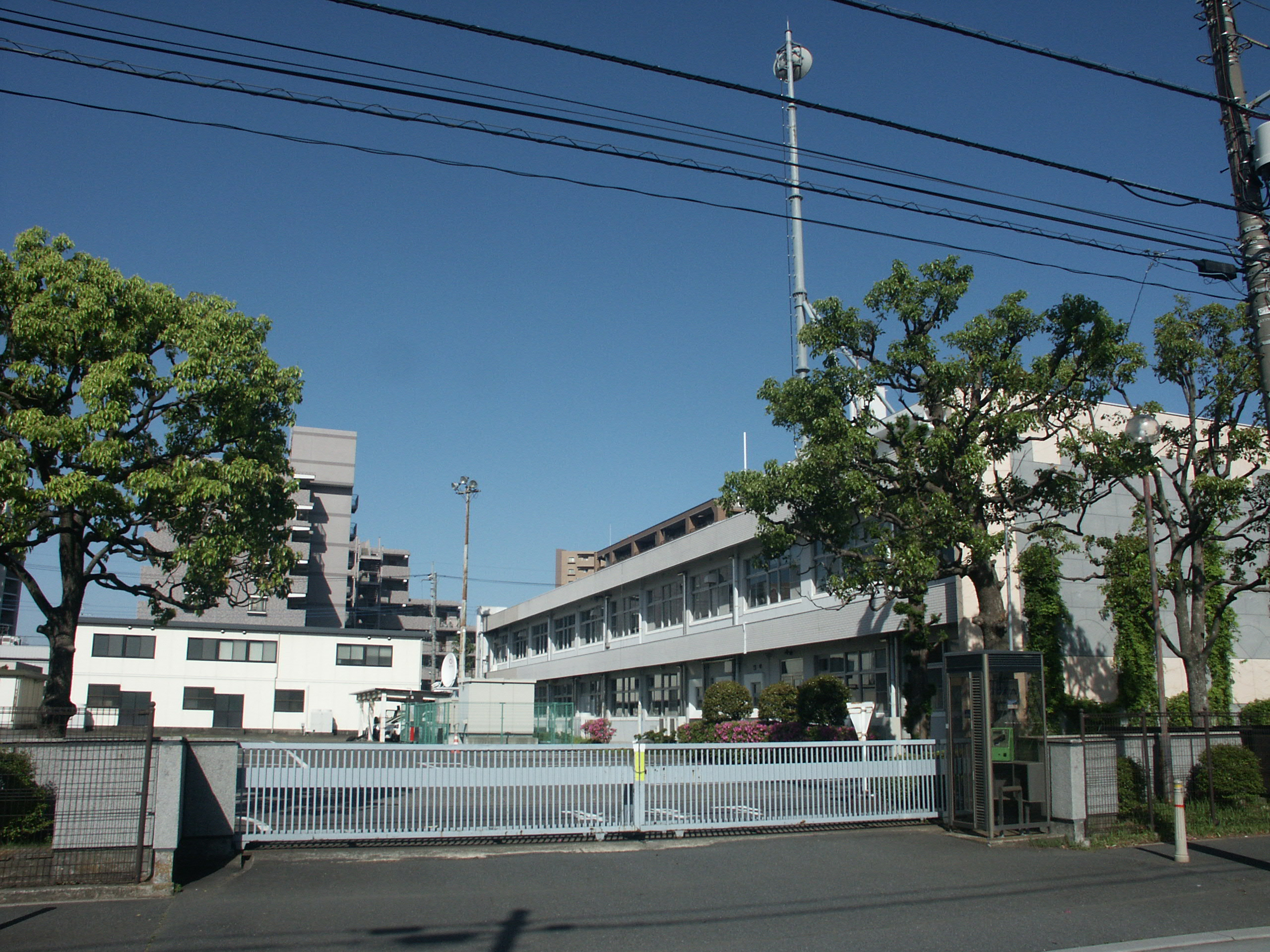
埼玉県さいたま県土整備事務所

さいたま市
- 南区役所
- さいたま市消防局南消防署
  - 東浦和出張所

埼玉県
- さいたま県土整備事務所
- 荒川左岸南部下水道事務所
- 浦和警察署（所在地は浦和区）

## おもな企業
本社を置く企業
Category:さいたま市南区の企業も参照。
- 埼玉ダイハツ販売
- 栄光ゼミナール
- かんなん丸
- とんでん（登記上の本店は北海道恵庭市）
- NITTOKU
- トミゼンフーヅ
- ボックスグループ
- 埼玉交通
- 高田製薬
- さきたま出版会

おもな支社
- 東京ガス埼玉支社
- 関電工 埼玉支店
- 淺沼組 北関東支店
- プルデンシャル生命保険さいたま支社
- 三菱電機メカトロニクスエンジニアリング東日本支社
- MDIさいたま支社
- 旭化成ホームズ埼玉総合第一支店
- ジェイアール東日本都市開発埼京支社

## 主な施設
- サウスピア
  - さいたま市立武蔵浦和図書館
- さいたま市文化センター
  - さいたま市立南浦和図書館
- 浦和記念公園
- 荒川彩湖公園
- 別所沼公園
- 沼影市民プール（冬季スケート場）
- 浦和競馬場
- ロッテ浦和球場（千葉ロッテマリーンズ2軍球場）
- 武蔵浦和ラーメンアカデミー
- 埼玉建産連会館
- 沼影観音堂
- 内谷氷川神社
- 睦神社
- 領ヶ谷城址
- 丸広百貨店南浦和店
- 都市再生機構埼玉地域支社
- 全国生活協同組合連合会本部（2022年5月まで）
- 生活協同組合コープみらい本部
- コープデリ本部

郵便局
- さいたま中央郵便局（03001） - 風景印配備局。南区、緑区の集配を担当。ゆうちょ銀行の関東エリア管内の統括店である、ゆうちょ銀行さいたま支店も併設（浦和区にある店舗は、浦和店）。
- 浦和別所郵便局（03259） - 1962年4月16日設置
- 南浦和団地内郵便局（03277） - 1964年11月16日浦和大谷場局として設置、1988年6月6日現局名へ改称
- 浦和辻郵便局（03300） - 1966年8月1日設置
- 浦和太田窪郵便局（03264） - 1966年10月16日設置
- 浦和鹿手袋郵便局（03343） - 1967年4月16日設置
- 浦和大谷口郵便局（03437） - 1975年11月16日設置
- 浦和太田窪二郵便局（03516） - 1979年7月16日浦和太田窪一局として設置、2014年3月3日道路拡幅のため現位置へ移転、現局名へ改称
- 浦和曲本郵便局（03506） - 1980年3月17日設置
- 浦和南本町郵便局（03477） - 1981年7月16日設置

## 教育
小学校

| - さいたま市立谷田小学校 - さいたま市立南浦和小学校 - さいたま市立浦和別所小学校 - さいたま市立大谷場小学校 - さいたま市立大谷場東小学校 | - さいたま市立西浦和小学校 - さいたま市立辻小学校 - さいたま市立文蔵小学校 - さいたま市立沼影小学校 - さいたま市立大谷口小学校 | - さいたま市立浦和大里小学校 - さいたま市立善前小学校 - さいたま市立向小学校 - さいたま市立辻南小学校 |

中学校

| - さいたま市立南浦和中学校 - さいたま市立白幡中学校 - さいたま市立内谷中学校 | - さいたま市立大谷場中学校 - さいたま市立大谷口中学校 - さいたま市立岸中学校 | - 埼玉大学教育学部附属中学校 - 浦和実業学園中学校 |

高等学校

| - さいたま市立浦和南高等学校 - 埼玉県立浦和商業高等学校 - 浦和実業学園高等学校 - 鹿島学園高等学校南浦和キャンパス |

## 交通

### 鉄道
区内を南北に京浜東北線、埼京線が、東西に武蔵野線が走る。宇都宮線・高崎線・湘南新宿ラインが赤羽駅 - 浦和駅間で京浜東北線と並走する形で当区を通過しているが、駅はない。また、東北・上越新幹線が上野駅 - 大宮駅間で埼京線と並走する形で当区を通過しているが、駅はない。

#### 鉄道路線
東日本旅客鉄道（JR東日本）
 京浜東北線
- - 南浦和駅 -

 武蔵野線
- - 武蔵浦和駅 - 南浦和駅 -

 埼京線
- - 武蔵浦和駅 - 中浦和駅 -

- 武蔵野線の南浦和駅 - 東浦和駅間は駅間が長く、宅地化が進行していることから新市計画の中で「（仮称）浦和明花駅」を設置することが構想されている。

### 道路
高速道路
- 首都高速道路埼玉大宮線
  - 浦和南出入口

※他にも東京外環自動車道の外環浦和IC（川口市）が区域に近接している。
一般国道
- 国道17号
  - 国道17号新大宮バイパス
- 国道298号

県道
- 主要地方道
  - 埼玉県道1号さいたま川口線（第二産業道路）
  - 埼玉県道34号さいたま草加線
  - 埼玉県道35号川口上尾線（産業道路）
  - 埼玉県道40号さいたま東村山線
  - 埼玉県道79号朝霞蕨線
- 一般県道
  - 埼玉県道213号曲本さいたま線
  - 埼玉県道382号早瀬さいたま線（区内は埼玉県道79号朝霞蕨線と重複）

### バス
- 国際興業バス
- さいたま市コミュニティバス
  - 南区コミュニティバス - 国際興業バスさいたま東営業所に運行委託
    - 武蔵浦和駅西口（南区役所） - 沼影市民プール - 六辻 - 南浦和駅西口 - 円正寺 - 円正寺第一公園入口 - （柳崎三丁目 - ）明花南 - 明花

  - 桜区コミュニティバス - 国際興業バス西浦和営業所に運行委託
    - 中浦和駅北入口 - 中浦和駅間で南区に乗り入れる。

## 出身者
- 中川健吉 - 元浦和市長
- 竹内結子
- 反町隆史
- 木塚敦志
- 境澤賢一（大相撲力士）

## 祭事
2002年から「南区ふるさとふれあいフェア」が11月初旬に行われている。以前は大里臨時グラウンドで行われていたが、再開発後は浦和競馬場で開催されるようになった。熱気球体験やフリーマーケットなどが行われる。

## ギャラリー
- 武蔵浦和駅
- 首都高速浦和南出入口
- 外環浦和インターチェンジ
- さいたま市文化センター
- さいたま中央郵便局
- 浦和競馬場
- 丸広百貨店南浦和店
- ロッテ浦和球場
- 彩湖